# Oscar Arango
Oscar Arango (30 agosto 1965) è un ex schermidore colombiano.

## Palmarès
In carriera ha conseguito i seguenti risultati:
- Giochi Panamericani:

L'Avana 1991: argento nella spada a squadre.